# Atlantis Chaos
L'Atlantis Chaos è una struttura geologica della superficie di Marte.